# Обсерватория Конкоя
Обсерватория Конкоя — астрономическая обсерватория, которая принадлежит Венгерской академии наук. Обсерватория расположена в Будапеште, Венгрия. Основал обсерваторию в 1871 году венгерский землевладелец Миклош Конкой-Теге (венг. Miklós Konkoly-Thege), первоначально это была его частная обсерватория. В 1899 году, не имея средств для финансирования обсерватории он передал её государству. До своей смерти в 1916 году он оставался директором этой обсерватории.

## Название
На протяжении многих лет обсерватория имела множество различных обозначений. Нынешнее официальное обозначение обсерватории — «Обсерватория Конколи, Исследовательский центр астрономии и наук о Земле» (англ. Konkoly Observatory, Research Centre for Astronomy and Earth Sciences, венг. ELKH Csillagászati és Földtudományi Kutatóközpont, Konkoly Thege Miklós Csillagászati Intézet).